# Mélo
Mélo je francouzský dramatický film z roku 1986, který režíroval Alain Resnais podle stejnojmenné divadelní hry Henriho Bernsteina z roku 1929. Snímek měl světovou premiéru na filmovém festivalu v Benátkách dne 2. září 1986.

## Děj
Paříž v roce 1926. Staří přátelé z vysoké školy Marcel a Pierre se jednoho večera setkají, aby si připomněli staré časy. Oba jsou houslisté. Ale zatímco Marcel se stal slavným virtuosem a světoběžníkem, Pierre si vystačí s malým orchestrem a poklidným životem se svou ženou Romaine. Na společné večeři se do sebe Romaine a Marcel zamilují a tím začne jejich vztah.
Když se Marcel musí vydat na koncertní turné, doufá, že až se vrátí, Romaine už bude volná. Aby se Romaine zbavila svého manžela Pierra, rozhodne se ho pomalu otrávit. Zatímco se Pierre cítí den ode dne hůř, Romainina sestřenice Christiane se o něj láskyplně stará. Romaine začne být netrpělivá a zachvátí ji první výčitky svědomí. Ze zoufalství nakonec spáchá sebevraždu skokem do Seiny.
Uzdravený Pierre se poté ožení s Christiane a má s ní dítě. O tři roky později se s Marcelem znovu setkávají. Aby nepošpinil Pierrovu vzpomínku na Romaine, Marcel přísahá, že se mezi ním a Romaine nikdy nic nestalo. V poslední době spolu muzicírují, Marcel na housle a Pierre na klavír.

## Obsazení
| Sabine Azéma     | Romaine Belcroix    |
| Fanny Ardant     | Christiane Levesque |
| Pierre Arditi    | Pierre Belcroix     |
| André Dussollier | Marcel Blanc        |
| Jacques Dacqmine | doktor Remy         |
| Hubert Gignoux   | kněz                |
| Catherine Arditi | Yvonne              |

## Ocenění
- César: vítězství v kategoriích nejlepší herečka (Sabine Azéma),  nejlepší herec ve vedlejší roli (Pierre Arditi); nominace v kategoriích nejlepší film, nejlepší režie (Alain Resnais), nejlepší herec (André Dussollier), nejlepší kamera (Charles Van Damme), nejlepší kostýmy (Catherine Leterrier) a nejlepší výprava (Jacques Saulnier)